# Plaza Italia
Plaza Italia è una stazione della linea D della metropolitana di Buenos Aires. Si trova sotto Avenida Santa Fe, nei pressi di Plaza Italia, nel barrio di Palermo.
La stazione è stata proclamata monumento storico nazionale il 16 maggio 1997.

## Storia
La stazione, costruita dalla compagnia ispano-argentina CHADOPyF è stata inaugurata il 29 dicembre 1938.
Il 26 marzo 1985 un convoglio deragliò nella stazione di Plaza Italia a causa di un malfunzionamento del sistema degli scambi. Nell'incidente morirono 4 persone e 35 rimasero ferite.

## Interscambi
Nelle vicinanze della stazione effettuano fermata diverse linee di autobus urbani ed interurbani.
- Fermata autobus

## Servizi
La stazione dispone di:
- Biglietteria a sportello
- Biglietteria automatica